# Camilo de Brigard Silva
Camilo  de Brigard Silva (Bogotá, 24 de diciembre de 1906-Londres, 17 de enero de 1972), hijo de Camilo de Brigard Nieto y Julia Silva Gómez. 
Fue  un destacado  abogado, escritor, empresario y diplomático colombiano. Fue  uno de los fundadores de la  reconocida firma de abogados Brigard & Urrutia.
Fue también el compilador y estudioso, -hasta su muerte en 1972-, de la vida y obra del poeta José Asunción Silva, quien era su tío. La profesora María Dolores Jaramillo, de la Universidad Nacional de Colombia, continuó estos estudios.

## Biografía

### El Bogotazo
Camilo de Brigard Silva fue designado por la Unión Panamericana como secretario general de la IX Conferencia Panamericana, que se celebraría en Bogotá, del 30 de marzo al 2 de mayo de 1948. En ese contexto,  ejerció un papel importante durante los sucesos de El Bogotazo (luego del asesinato de Jorge Eliécer Gaitán).

### Embajador en Reino Unido
El 21 de abril de 1970, Camilo de Brigard Silva se posesionó como embajador ante el Reino Unido, por designación del presidente Carlos Lleras Restrepo, y en medio del escándalo por la supuesta manipulación de la jornada electoral presidencial, donde al parecer el expresidente Rojas Pinilla fue víctima de fraude electoral y perdió la elección. 
En esos días el país vivía en medio de una amplia crisis social e  incertidumbre por los supuestos hechos.
El 7 de agosto de 1970, el controvertido vencedor de la contienda electoral,  el conservador Misael Pastrana Borrero, ratificó a Camilo de Brigard Silva en el cargo diplomático, permaneciendo en la embajada en Londres hasta su muerte, sucedida el 17 de enero de 1972. 
Fue reemplazado por el liberal Julio César Turbay.

## Obras
- Colombia y el Brasil; relaciones diplomáticas, 1826-1926 ... (1926).
- Caracas sede de la décima Conferencia Interamericana (1953).
- José Asunción Silva - Poesías completas, seguidas de prosas selectas (1961).
- El infortunio comercial de Silva (1968).